# Hieracium constringens
Hieracium constringens es una especie de planta con flor del género Hieracium, de la familia Asteraceae, orden Asterales.

## Distribución
Hieracium constringens se distribuye por Noruega, Suecia y Finlandia.

## Taxonomía
Fue descrita científicamente por Norrl. Fue publicada en T.Saelan, A.O.Kihlman & H.Hjelt, Herb. Mus. Fenn., ed. 2, Pl. Vasc. 1: 111 (1889).